# ダン・ミセリ
ダニエル・ミセリ（Daniel "Dan" Miceli, 1970年9月9日 - ）は、アメリカ合衆国ニュージャージー州ニューアーク出身の元プロ野球選手（投手）。イタリア系アメリカ人。

## 経歴

### 来日前
4人兄弟の末っ子として生まれる。父親はイタリア人で、母親はウルグアイ人。父の姓はもともとイタリア語式に「ミチェリ」（Miceli）と発音されたが、アメリカに移住すると英語式に「ミセリ」となった。幼少の頃はエンジニアをしていた父親の仕事の都合でメキシコ、ブラジル、ウルグアイ、イタリアなどを転々としていた。この時の経験から英語、スペイン語、ポルトガル語、イタリア語の4ヶ国語を習得する。12歳ごろアメリカに戻り、同時期に野球を始める。野球を始めたのはそれまでに触れたスポーツの中で野球が一番楽しかったことと、バスケットボールやアメリカンフットボールのような体が接触することが多いスポーツが苦手だからだという。
1990年にロイヤルズとドラフト外で契約。
1993年にパイレーツでメジャー昇格。
1995年にクローザーとして21セーブを挙げる。
1998年には67試合に登板し10勝5敗の成績でパドレスのワールドシリーズ進出に貢献した。1998年のパドレスでの活躍は2017年12月25日にパドレスの公式Twitterでも取り上げられた。ワールドシリーズ本戦でも第2戦の8回裏に登板し、1回を無失点で切り抜けた。第4戦の9回表に登板し、2死を取って無失点のまま降板した。このワールドシリーズがMLBのキャリアで一番の思い出だったと語っている。
2003年シーズンの1年間に4球団登板はMLB初記録。MLB時代はがっちりとした体格と投球の際右目をつぶる癖があることから「ポパイ」というニックネームが付けられていた。また、アストロズなどで同僚だったロジャー・クレメンスと風貌や投球スタイルが似ていたこともあり、クレメンスの「ロケット」に対し「ミサイル」とも呼ばれていた。
2004年シーズンはリリーフ陣の一角として74試合に登板するが、ナ・リーグチャンピオンシップシリーズの第2戦では8回裏に登板するもアルバート・プホルスとスコット・ローレンに二者連続本塁打を被弾し敗戦投手となる。第6戦では12回裏に登板するも一死一塁からジム・エドモンズにサヨナラ本塁打を被弾しまたも敗戦投手となる。

### 巨人時代
2004年12月10日、日本プロ野球の読売ジャイアンツと契約。先に巨人入団が決定していたゲーブ・キャプラーは、2003年にロッキーズでミセリとチームメイトだったことがあり仲が良く、ミセリのことを「非常に打ちにくい」と球団に推薦していた。監督の堀内恒夫もビデオを見て獲得を希望した。入団時には「メジャー6球団からオファーがあったが、新たな野球にチャレンジできるチャンスだと思った。優勝に貢献できるよう何でもするつもりだ」、「50セーブを目指したい」と目標を掲げた。
2月10日から宮崎春季キャンプに合流。投球練習を見た堀内は「ボールが高めにいかない」と制球力を評価したうえで「後ろで使うつもり。9回1イニング限定」とクローザーでの起用を明言していた。しかしセットポジションからの投球モーションが緩慢でコントロールも不安定になるという弱点が判明。他球団のスコアラーからは実戦ではボークになるという指摘もあり、ミセリ本人は開幕までには修正すると語る。来日したミセリを見て巨人関係者は「写真よりも太っている」と不安を感じたという。
オープン戦では2試合に1試合のペースで登板し、速球は最速140km/h台前半に留まった。3月20日の西武ライオンズ戦ではボークと四球が絡んで5失点、ミセリ本人は「今は準備の段階。開幕までには完全に仕上げる」とコメントした。オープン戦の成績は8試合に登板して0勝1敗防御率5.63だった。
4月1日の広島東洋カープとの開幕戦、1点リードの9回表に初登板、先頭の嶋重宣には初球のストレートでレフトフライに打ち取ったものの、キャッチャーの要求よりも真ん中高めに抜けたボールであり、球速も141km/hだったため、実況の船越雅史からも「（嶋が）初球を打ち上げてくれたのは助かりました」と言われてしまう。続くグレッグ・ラロッカには2ストライクまで追い込んだものの、そこから打ち取る事が出来ず、7球目の真ん中高めに抜けたストレートをバックスクリーンへ同点本塁打を打たれてしまう。続く前田智徳にはファーストゴロに打ち取ったものの、ファーストの清原和博との息が合わず、内野安打となってしまう。前田に送られた代走の福地寿樹に初球盗塁され、緒方孝市に勝ち越し本塁打を打たれ降板、3失点で敗戦投手となる。4月5日の横浜ベイスターズ戦、同点の12回裏で登板し、先頭の金城龍彦に二塁打を打たれ、佐伯貴弘の敬遠後に代打ケビン・ウィットは三振するが、続く多村仁にフェンス直撃のサヨナラ安打を打たれ、敗戦投手となる。二軍再調整を促されたが、本人の同意なしに二軍に落とせないという契約を理由にミセリが拒否、一軍に帯同し当面は中継ぎで調整することが決まる。
4月6日の横浜戦で延長11回に巨人が1点リードしてセーブ条件が整い、横浜ファンから「ミセリコール」が巻き起こった。4月7日の横浜戦で3-8と5点ビハインドの6回裏に中継ぎとして登板、先頭打者の種田仁に四球、種田に盗塁され、次打者の金城は一塁ゴロに打ち取ったが、佐伯に適時打、続く多村には2点本塁打を打たれ1回3失点、試合後には「こんなリトルリーグみたいに狭い球場でやっているからだ」と発言した。4月10日の中日ドラゴンズ戦で9回表、10点ビハインド（0-10）敗戦処理で登板し、2安打を打たれるが4度目の登板で初の無失点。これが日本最後の登板となる。
敗戦処理での登板にミセリは不満を顕わにし、さらには右肩痛を訴え始めた。首脳陣は再度二軍降格を打診するが、あくまで二軍落ちを拒否する姿勢を示した。このことで4月17日にミセリ本人を交え、山本功児ヘッドコーチ、阿波野秀幸投手コーチとの3人で40分話し合った末、開幕から1ヶ月も経たない4月19日に当時球団史上最速で解雇となった。シーズン途中での解雇であったため、年俸は契約期間の内2～4月の3か月分（5,250万円）を支払うことで合意した。
解雇当日にミセリは東京ドームに姿を見せ、荷物をまとめたあと井原敦国際部長と別れの握手を交わした後に妻子と共に浅草観光に出かけ浅草寺を参拝したり人力車に乗るなどし「仲見世リ（なかみせり）」の見出しで報道された。

### 帰国後
アメリカ帰国後の5月19日にロッキーズとマイナー契約、6月にはメジャー復帰する。2006年はデビルレイズへ移籍、同年のWBCでイタリア代表に選出。背番号は58。1次リーグの対ベネズエラ戦で8回に6点ビハインドの場面で7番手として登板し、1回を無失点2奪三振。チームは1次リーグで敗退しこの大会での登板はこの試合のみだった。
2006年5月4日の対ヤンキース戦の8回無死1塁の場面で5番手として登板し、ロビンソン・カノのピッチャーゴロの打球を取れずエラー、バーニー・ウイリアムズの送りバントで一死二・三塁になり、ゲーリー・シェフィールドに対して敬遠の投球を暴投、満塁になってジョニー・デイモンに満塁本塁打を打たれ、デレク・ジーターへの投球中に肩の痛みを訴え降板して即日故障者リスト入りする。
2007年、オープン戦で6試合に登板し防御率9.53で、3月29日にデビルレイズから解雇される。
2008年1月22日にレッドソックスとマイナー契約を結び、招待選手としてスプリングキャンプに参加し、3月1日に引退を表明した。
2009年4月にアメリカ独立リーグアトランティックリーグに加盟するロングアイランド・ダックスと契約、現役復帰する。背番号は32。16試合に登板し、同年5月31日に退団した。

## プレースタイル
巨人の海外スカウトの前情報ではストレートは最高球速153km/hをマーク、落差の大きい鋭いスライダーは球速140km/h、さらにフォークボールも使いこなす本格派投手との触れ込みであった。獲得前にプロモーション用に編集されたものではないVTRを見て獲得を希望した堀内は「投げている球はしっかりしている。懸案だった補強ができた」と語っていた。なお獲得経緯に関して「ビデオを見ただけで獲得を即決した」とのデマが流れたが、これは後に否定されている。また中日ドラゴンズの巨人担当スコアラー・前田新悟は2005年の宮崎春季キャンプを視察した際、ミセリが内角を強気で攻める投球をしていたことから「バラつきはあるが打者にとって打ちづらい」と評価していた。
来日前のスポーツ報知のインタビューによると、球種はストレート、スライダー、シンカー、カッター、スプリット、カーブと豊富で、ストレートが最速で98マイル（約158キロ）。直近の2004年シーズンでも96マイル（約154キロ）をマークし、常時93マイルから95マイル（約150キロから153キロ）出せる、とのことだった。日本では最速でも140キロ台前半に留まり、変化球も特に売り文句にしていた自慢のスライダーが右打者に対する決め球として機能しなかったことは深刻で、日本で浴びた本塁打は全て右打者からのものである。

## 詳細情報

### 年度別投手成績
| 年 度     | 球 団     | 登 板 | 先 発 | 完 投 | 完 封 | 無 四 球 | 勝 利 | 敗 戦 | セ 丨 ブ | ホ 丨 ル ド | 勝 率 | 打 者 | 投 球 回 | 被 安 打 | 被 本 塁 打 | 与 四 球 | 敬 遠 | 与 死 球 | 奪 三 振 | 暴 投 | ボ 丨 ク | 失 点 | 自 責 点 | 防 御 率 | W H I P |
| --------- | --------- | ----- | ----- | ----- | ----- | -------- | ----- | ----- | -------- | ----------- | ----- | ----- | -------- | -------- | ----------- | -------- | ----- | -------- | -------- | ----- | -------- | ----- | -------- | -------- | ------- |
| 1993      | PIT       | 9     | 0     | 0     | 0     | 0        | 0     | 0     | 0        | --          | ----  | 25    | 5.1      | 6        | 0           | 3        | 0     | 0        | 4        | 0     | 1        | 3     | 3        | 5.06     | 1.69    |
| 1994      | PIT       | 28    | 0     | 0     | 0     | 0        | 2     | 1     | 2        | --          | .667  | 121   | 27.1     | 28       | 5           | 11       | 2     | 2        | 27       | 2     | 0        | 19    | 18       | 5.93     | 1.43    |
| 1995      | PIT       | 58    | 0     | 0     | 0     | 0        | 4     | 4     | 21       | --          | .500  | 264   | 58.0     | 61       | 7           | 28       | 5     | 4        | 56       | 4     | 0        | 30    | 30       | 4.66     | 1.53    |
| 1996      | PIT       | 44    | 9     | 0     | 0     | 0        | 2     | 10    | 1        | --          | .167  | 398   | 85.2     | 99       | 15          | 45       | 5     | 3        | 66       | 9     | 0        | 65    | 55       | 5.78     | 1.68    |
| 1997      | DET       | 71    | 0     | 0     | 0     | 0        | 3     | 2     | 3        | --          | .600  | 357   | 82.2     | 77       | 13          | 38       | 4     | 1        | 79       | 3     | 0        | 49    | 46       | 5.01     | 1.39    |
| 1998      | SD        | 67    | 0     | 0     | 0     | 0        | 10    | 5     | 2        | --          | .667  | 302   | 72.2     | 64       | 6           | 27       | 4     | 1        | 70       | 5     | 1        | 28    | 26       | 3.22     | 1.25    |
| 1999      | SD        | 66    | 0     | 0     | 0     | 0        | 4     | 5     | 2        | 9           | .444  | 296   | 68.2     | 67       | 7           | 36       | 5     | 2        | 59       | 2     | 0        | 39    | 34       | 4.46     | 1.50    |
| 2000      | FLA       | 45    | 0     | 0     | 0     | 0        | 6     | 4     | 0        | 11          | .600  | 207   | 48.2     | 45       | 4           | 18       | 2     | 1        | 40       | 3     | 0        | 23    | 23       | 4.25     | 1.30    |
| 2001      | FLA       | 29    | 0     | 0     | 0     | 0        | 0     | 5     | 0        | 7           | .000  | 114   | 24.2     | 29       | 5           | 11       | 2     | 0        | 31       | 3     | 0        | 21    | 19       | 6.93     | 1.62    |
| 2001      | COL       | 22    | 0     | 0     | 0     | 0        | 2     | 0     | 1        | 0           | 1.00  | 85    | 20.1     | 18       | 2           | 5        | 0     | 0        | 17       | 1     | 0        | 8     | 5        | 2.21     | 1.13    |
| '01計     | COL       | 51    | 0     | 0     | 0     | 0        | 2     | 5     | 1        | 7           | .286  | 199   | 45.0     | 47       | 7           | 16       | 2     | 0        | 48       | 4     | 0        | 29    | 24       | 4.80     | 1.40    |
| 2002      | TEX       | 9     | 0     | 0     | 0     | 0        | 0     | 2     | 0        | 0           | .000  | 42    | 8.1      | 13       | 1           | 3        | 0     | 0        | 5        | 0     | 1        | 8     | 8        | 8.64     | 1.92    |
| 2003      | COL       | 14    | 0     | 0     | 0     | 0        | 0     | 2     | 0        | 1           | .000  | 95    | 20.2     | 24       | 7           | 9        | 1     | 1        | 18       | 1     | 0        | 13    | 13       | 5.66     | 1.60    |
| 2003      | CLE       | 13    | 0     | 0     | 0     | 0        | 1     | 1     | 0        | 0           | .500  | 61    | 15.0     | 9        | 1           | 6        | 1     | 0        | 19       | 1     | 0        | 4     | 2        | 1.20     | 1.00    |
| 2003      | NYY       | 7     | 0     | 0     | 0     | 0        | 0     | 0     | 1        | 1           | ----  | 22    | 4.2      | 4        | 2           | 3        | 0     | 0        | 1        | 0     | 0        | 3     | 3        | 5.79     | 1.50    |
| 2003      | HOU       | 23    | 0     | 0     | 0     | 0        | 1     | 1     | 0        | 3           | .500  | 116   | 30.0     | 22       | 3           | 7        | 1     | 1        | 20       | 2     | 1        | 7     | 7        | 2.10     | 0.97    |
| '03計     | HOU       | 57    | 0     | 0     | 0     | 0        | 2     | 4     | 1        | 5           | .333  | 294   | 70.1     | 59       | 13          | 25       | 3     | 2        | 58       | 4     | 1        | 27    | 25       | 3.20     | 1.19    |
| 2004      | HOU       | 74    | 0     | 0     | 0     | 0        | 6     | 6     | 2        | 24          | .500  | 336   | 77.2     | 74       | 10          | 27       | 12    | 2        | 83       | 4     | 0        | 34    | 31       | 3.59     | 1.30    |
| 2005      | 巨人      | 4     | 0     | 0     | 0     | 0        | 0     | 2     | 0        | 0           | .000  | 19    | 2.2      | 9        | 3           | 2        | 1     | 0        | 3        | 1     | 0        | 7     | 7        | 23.63    | 4.12    |
| 2005      | COL       | 19    | 0     | 0     | 0     | 0        | 1     | 2     | 0        | 5           | .333  | 86    | 18.1     | 19       | 1           | 13       | 0     | 1        | 19       | 0     | 0        | 12    | 12       | 5.89     | 1.75    |
| 2006      | TB        | 33    | 0     | 0     | 0     | 0        | 1     | 2     | 4        | 6           | .333  | 142   | 32.0     | 25       | 4           | 20       | 3     | 1        | 18       | 3     | 0        | 17    | 14       | 3.94     | 1.41    |
| MLB：14年 | MLB：14年 | 631   | 9     | 0     | 0     | 0        | 43    | 52    | 39       | 67          | .453  | 3069  | 700.2    | 684      | 93          | 310      | 47    | 20       | 632      | 43    | 4        | 383   | 349      | 4.48     | 1.42    |
| NPB：1年  | NPB：1年  | 4     | 0     | 0     | 0     | 0        | 0     | 2     | 0        | 0           | .000  | 19    | 2.2      | 9        | 3           | 2        | 1     | 0        | 3        | 1     | 0        | 7     | 7        | 23.63    | 4.12    |

### 記録
NPB
- 初登板：2005年4月1日、対広島東洋カープ1回戦（東京ドーム）、9回表に3番手で救援登板、1/3回3失点で敗戦投手
- 初奪三振：2005年4月5日、対横浜ベイスターズ1回戦（横浜スタジアム）、12回裏にケビン・ウィットから空振り三振

### 背番号
- 32（1993年 - 1997年、2001年途中 - 2002年）
- 33（1998年 - 1999年、2006年）
- 34（2000年 - 2001年途中、2003年途中 - 同年途中）
- 43（2003年 - 同年途中）
- 40（2003年途中 - 同年途中）
- 58（2003年途中 - 2004年、2005年途中 - 同年終了、2006年WBC）
- 35（2005年 - 同年途中）